# Palazzo del Carmine
L'ex convento di Mantova dei Carmelitani, definito Palazzo del Carmine nel Catalogo Generale dei Beni Culturali, è conosciuto anche come Palazzo della Dogana per la funzione che svolse dopo la confisca da parte della Monarchia asburgica, nel 1783. In tale occasione l'architetto Paolo Pozzo realizzò l'attuale facciata, inserendo il portale attribuito a Giulio Romano. Il vasto edificio è sede della Direzione Provinciale dell'Agenzia delle entrate, del Catasto e di altri uffici pubblici.

## Storia

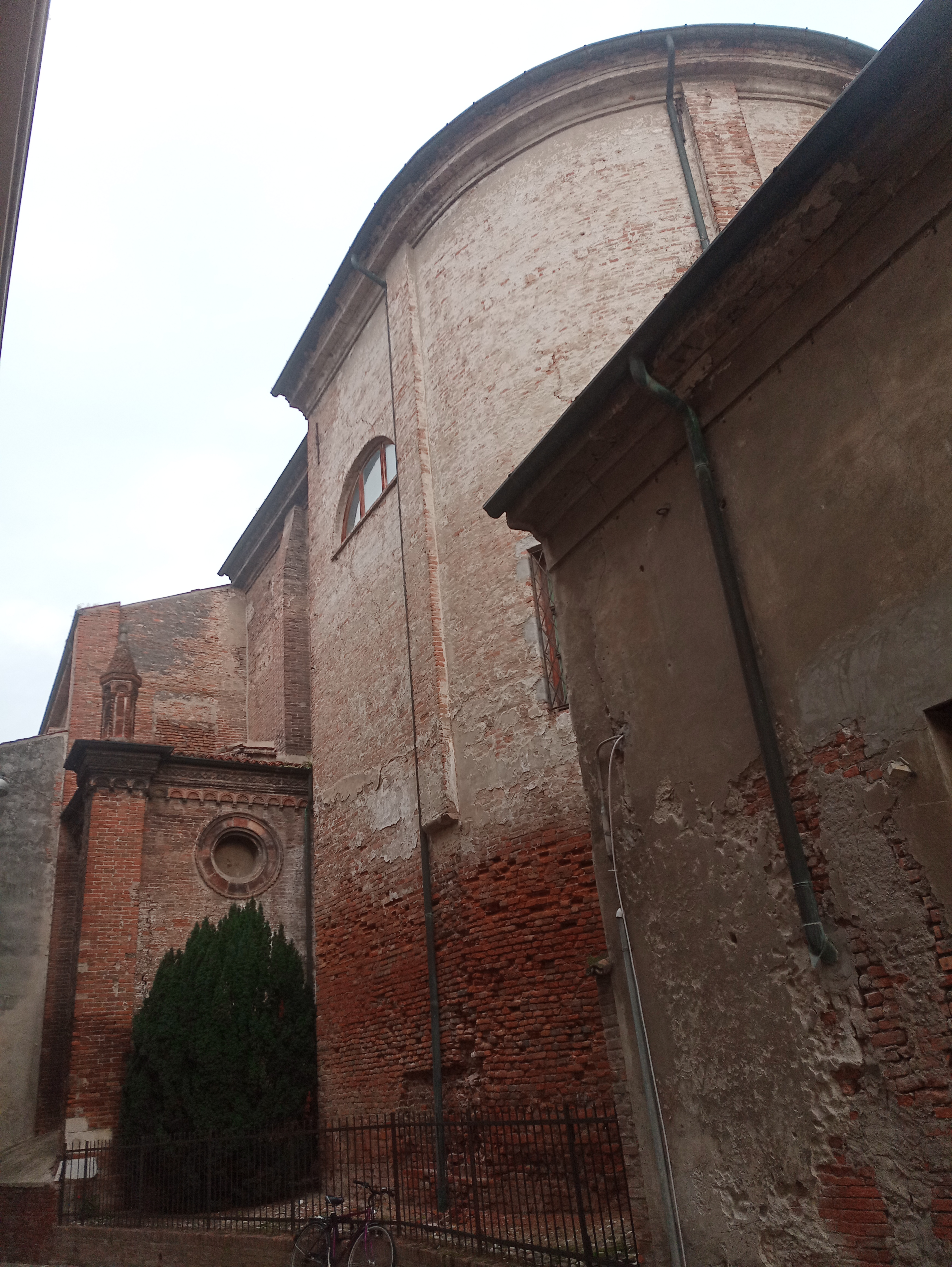
Resti dell'antica chiesa del Carmine

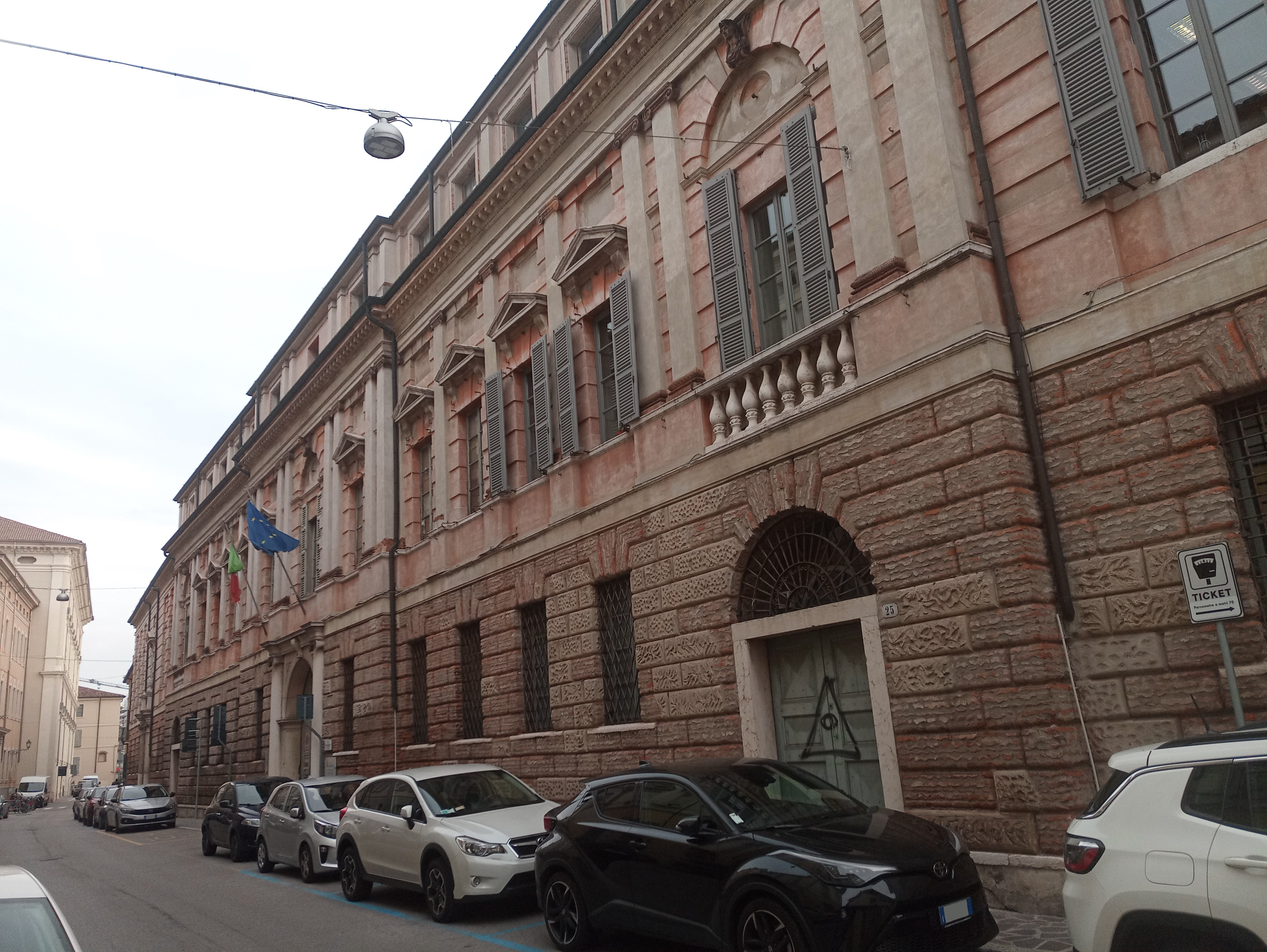
Scorcio della lunga facciata progettata da Paolo Pozzo. In lontananza il palazzo degli Studi e il palazzo dell'Accademia

Presenti a Mantova prima del 1316, i carmelitani ricevettero nel 1376 da Ludovico I Gonzaga la chiesa di Santa Maria Annunziata. Il convento si unì ad altri nel coltivare l'osservanza della Regola originaria, e in questo ottenne l'appoggio del vescovo Giovanni degli Uberti. Nacque così la congregazione mantovana dei Carmelitani osservanti, che trovò il sostegno economico dello stesso vescovo, di Gianfrancesco Gonzaga e della moglie Paola Malatesta. I frati poterono così avviare la ricostruzione del convento e della chiesa. Nella congregazione, riconosciuta da Papa Eugenio IV nel 1442, si distinsero Bartolomeo Fanti e il suo discepolo Battista Spagnoli; essa fece fiorire anche numerosi conventi femminili, come quello della chiesa del Carmelino. 
Parti della chiesa ancora visibili (nell'adiacente vicolo del Carmine) testimoniano sia l'originale stile gotico, sia una ricostruzione settecentesca (che interessò anche il convento). La chiesa custodiva il corpo di Battista Spagnoli in un sepolcro scolpito da Antonio della Mola e dal fratello, (autori, sembra, anche del portale.)
La congregazione mantovana si riunì all'ordine principale nel 1783, l'anno in cui il convento, in linea con la politica giuseppinista, fu confiscato per diventare sede della Dogana (data la vicinanza a Porto Catena). La ristrutturazione progettata da Paolo Pozzo si concluse nel 1788.

## Descrizione
L'edificio si articola principalmente intorno a due chiostri a doppio ordine, con tracce di affreschi originali.
Le articolazioni sono unificate da una facciata ispirata all'architettura di Giulio Romano. Essa presenta un basamento a bugne rustiche, un piano nobile a conci scandito da finestre (con timpani e sfondati rettangolari) e lesene, e infine un sopralzo attico. Come ingresso principale, Pozzo rimontò il portale della vecchia Dogana di Piazza Broletto, opera di Giulio Romano: tra l'edicola a colonne ioniche e l'arco sottostante, due pennacchi con bassorilievi di facchini. Come ingresso laterale, fu recuparato il portale della chiesa (colonne corinzie e trabeazione con ovuli).